# Per favore, non toccate le vecchiette
Per favore, non toccate le vecchiette (The Producers) è un film del 1967 scritto e diretto da Mel Brooks, al suo esordio come regista.
Nel 1969 si aggiudicò l'Oscar alla migliore sceneggiatura originale.
Nel 1996 fu scelto per la conservazione nel National Film Registry della Biblioteca del Congresso degli Stati Uniti, mentre nel 2000 fu inserito all'11º posto nella classifica AFI's 100 Years... 100 Laughs, inerente alle cento migliori commedie americane di tutti i tempi.

## Trama
Max Bialystock è un ex-grande produttore teatrale di Broadway ormai caduto in rovina; per racimolare i soldi per i suoi spettacoli è costretto a ricorrere ad un umiliante stratagemma: sedurre numerose vecchiette per convincerle a finanziare il suo spettacolo con i pochi spiccioli messi da parte.
Un giorno si presenta in ufficio il contabile Leo Bloom per una verifica fiscale. Il giovane, timido ed impacciato, scopre un "buco" di 2 000 dollari in un libro contabile ma, implorato da Bialystock, decide di sorvolare; nello stesso tempo, però, si rende conto che, ipoteticamente, un produttore disonesto potrebbe guadagnare di più da un fiasco che da uno spettacolo di successo, incassando molti soldi per la produzione e impiegandone effettivamente solo una minima parte, intascando in tal modo le restanti finanze, e non dovendo restituire che poco denaro, visti i bassi introiti dello spettacolo, ai finanziatori.
Bialystock non si fa scappare l'idea e coinvolge Leo nell'impresa, tirandolo fuori dal suo "guscio" di timidezza e di paranoie. I due, divenuti soci, racimolano con il solito trucchetto ben 1 000 000 di dollari e si mettono alla ricerca del peggior copione in circolazione, per assicurarsi un flop assoluto; lo spettacolo scelto è Primavera per Hitler (Springtime for Hitler nell'originale), scritta da un fervente reduce nazista, Franz Liebkind, per "riabilitare" la figura del suo amato Führer.
Per essere ulteriormente certi della malriuscita del progetto assumono il peggior regista sulla scena, Roger De Bris ed ingaggiano, nel ruolo del dittatore nazista, lo stravagante Lorenzo St. Dubois, detto LSD.
La sera della prima sembra che il piano di Max e Leo vada alla grande: il pubblico è inorridito e scioccato dallo spettacolo-apologia su Adolf Hitler, ma improvvisamente il tono surreale e grottesco, risultato delle scelte del regista e dell'interprete che stravolgono il testo iniziale ed i suoi obiettivi, lo trasformano in una commedia irresistibile che si rivela il più grande successo di Broadway.
Max e Leo vedono il piano saltare ed il rischio di essere scoperti ed arrestati; a ciò si unisce la furia di Franz, arrabbiato per la ridicolizzazione del suo spettacolo. I tre si coalizzano per sabotare lo spettacolo, ma la loro maldestrezza li porta a farsi saltare in aria insieme al teatro.
Arrestati, in prigione propongono un altro spettacolo musicale dal titolo Prisoners of Love in cui recitano i carcerati, con la relativa truffa dei finanziatori, scovati tra carcerati e secondini.

## Produzione
Il film rischiò di non uscire; Joseph E. Levine, produttore della pellicola, disse a Brooks che la sua opera, inizialmente intitolata Springtime for Hitler (il nome dell'immaginario spettacolo portato in scena nel film) non era abbastanza divertente. Fu solo grazie all'insistenza di Peter Sellers, che vide il film mentre era a Hollywood per girare Lasciami baciare la farfalla e che lo trovò molto divertente, che Levine si convinse a distribuirlo, a condizione che il titolo fosse cambiato; Brooks scelse The Producers.

## Riconoscimenti
- 1969 - Premio Oscar
  - Migliore sceneggiatura originale a Mel Brooks
  - Candidatura come miglior attore non protagonista a Gene Wilder
- 1969 - Golden Globe
  - Candidatura come miglior attore in un film commedia o musicale a Zero Mostel
  - Candidatura come migliore sceneggiatura a Mel Brooks

## Remake
Nel 2001 il film è stato adattato dallo stesso Brooks in un musical per Broadway, The Producers (titolo originale del film di Brooks), diretto da Susan Stroman, con Nathan Lane e Matthew Broderick nei ruoli che furono rispettivamente di Zero Mostel e Gene Wilder.
Lo spettacolo ebbe un enorme successo, con oltre 2500 repliche e vinse un numero record di Tony Award 2001, ben 12.
Nel 2005 lo spettacolo è stato trasformato a sua volta in un film, per volere di Brooks, che voleva preservare su pellicola lo spettacolo che aveva ricevuto un grandissimo successo; il titolo del remake del film, anch'esso prodotto da Brooks, è rimasto quello originale, ed è stato distribuito in Italia come The Producers - Una gaia commedia neonazista, ma la sceneggiatura è fedele più all'adattamento teatrale che alla pellicola del 1967, ed ha mantenuto lo stesso cast principale del musical (la regista Susan Stroman e i due interpreti principali, Nathan Lane e Matthew Broderick), ai quali vanno aggiunti Uma Thurman (nel ruolo di Ulla) e Will Ferrell (Franz Liebkind).
Nel 2006, ne è stata fatta un'edizione italiana, con Enzo Iacchetti nel ruolo di Bialystock e Gianluca Guidi in quello di Bloom.